# Mokango
Mokango (ou Mukango) est une localité du Cameroun, située dans l'arrondissement de Mundemba, le département du Ndian et la Région du Sud-Ouest.

## Population
La localité comptait 146 habitants en 1953, 280 en 1968-1969, 125 en 1972, principalement des Bima du groupe Oroko.
Lors du recensement national de 2005, Mokango comptait 151 habitants.